# Медвея
45°16′ пн. ш. 14°16′ сх. д. / 45.26° пн. ш. 14.26° сх. д.
Медвея (хорв. Medveja) — населений пункт у Хорватії, у Приморсько-Горанській жупанії у складі громади Ловран.

## Населення
Населення за даними перепису 2011 року становило 177 осіб.
Динаміка чисельності населення поселення:

## Клімат
Середня річна температура становить 13,14 °C, середня максимальна – 24,55 °C, а середня мінімальна – 1,78 °C. Середня річна кількість опадів – 1288 мм.
| Клімат поселення                              | Клімат поселення | Клімат поселення | Клімат поселення | Клімат поселення | Клімат поселення | Клімат поселення | Клімат поселення | Клімат поселення | Клімат поселення | Клімат поселення | Клімат поселення | Клімат поселення | Клімат поселення |
| Показник                                      | Січ.             | Лют.             | Бер.             | Квіт.            | Трав.            | Черв.            | Лип.             | Серп.            | Вер.             | Жовт.            | Лист.            | Груд.            |                  |
| Середній максимум, °C                         | 9,39             | 9,35             | 11,81            | 15,25            | 19,88            | 23,74            | 24,55            | 24,00            | 20,03            | 16,22            | 11,76            | 9,15             |                  |
| Середня температура, °C                       | 5,60             | 5,58             | 8,01             | 11,46            | 16,07            | 19,96            | 22,09            | 21,56            | 17,57            | 13,77            | 9,29             | 6,71             |                  |
| Середній мінімум, °C                          | 1,82             | 1,78             | 4,23             | 7,68             | 12,32            | 16,19            | 19,62            | 19,09            | 15,12            | 11,31            | 6,83             | 4,25             |                  |
| Норма опадів, мм                              | 105              | 84               | 96               | 98               | 86               | 100              | 64               | 93               | 120              | 155              | 157              | 130              |                  |
| Середньомісячна швидкість вітру, м/с          | 2.90             | 3.08             | 3.12             | 2.96             | 2.67             | 2.55             | 2.53             | 2.58             | 2.67             | 2.95             | 3.18             | 3.14             |                  |
| Середньомісячна сонячна радіація, кДж/м²·день | 4465             | 7271             | 10442            | 14959            | 19153            | 20859            | 21983            | 18786            | 13889            | 8956             | 4858             | 3732             |                  |
| --------------------------------------------- | ---------------- | ---------------- | ---------------- | ---------------- | ---------------- | ---------------- | ---------------- | ---------------- | ---------------- | ---------------- | ---------------- | ---------------- | ---------------- |
| Джерело:                                      |                  |                  |                  |                  |                  |                  |                  |                  |                  |                  |                  |                  |                  |